# Narcisismo vulnerável
O narcisismo vulnerável, também conhecido como narcisismo encoberto, é uma forma de narcisismo caracterizada principalmente por neuroticismo, sentimentos de vergonha e introversão. Como o narcisismo grandioso, é visto como um dos extremos na escala do narcisismo, sendo ambos classificados como patológicos. Embora o diagnóstico do DSM-5 de Transtorno de Personalidade Narcisista (TPN) tenha sido baseado na apresentação grandiosa, aqueles com narcisismo vulnerável também podem ser diagnosticados com TPN, uma vez que ambos compartilham das mesmas características essenciais, como senso de direito, egoísmo, falta de empatia, arrogância e busca por atenção.
O narcisismo vulnerável também está relacionado com o Transtorno de Personalidade Borderline.

## Sinais e traços
- Comportamento arrogante
- Desejo de ser admirado/a
- Busca por atenção
- Sentimentos de vergonha
- Falta de empatia
- Neuroticismo ou insegurança
- Complexo de inferioridade
- Ressentimento

O narcisismo vulnerável é caracterizado por estar fortemente correlacionado ao neuroticismo, que inclui sentimentos como baixa autoestima, depressão, ansiedade e mudanças bruscas de humor. Narcisistas vulneráveis geralmente são introvertidos e, às vezes, tímidos . Devido a esse nível de introversão e possível ansiedade social, eles podem decidir recusar reuniões sociais planejadas.
Normalmente, os narcisistas vulneráveis são hipersensíveis a críticas e vêem as que são construtivas como um ataque ou insulto pessoal em vez de uma crítica. Como resultado, os narcisistas vulneráveis costumam ser vingativos e ressentidos com os seus críticos. Narcisistas vulneráveis podem sentir vergonha não provocada diariamente e lutar contra sentimentos de indignidade e inferioridade. Como resultado, muitas vezes sentem ciúme dos outros.
O narcisismo vulnerável tem sido amplamente relacionado ao Transtorno de Personalidade Borderline (TPB), que exibe características semelhantes, como intensidade emocional, baixa autoestima, alterações de humor, sensação de vazio, depressão e ansiedade. No entanto, embora os dois estejam associados, eles também são distintos.

## Relação com o narcisismo grandioso

### Semelhanças
Os vulneráveis, também conhecidos como "encobertos" e os grandiosos (também conhecidos como "abertos"), são vistos como opostos na escala do narcisismo patológico. Ambos os tipos de narcisismo exibem traços como busca por atenção, necessidade de ser admirado/a, egocentrismo, falta de empatia e comportamento arrogante . Ambos também são intolerantes a críticas, embora os narcisistas vulneráveis sejam mais propensos a se sentirem ofendidos por elas.

### Diferenças
No geral, enquanto os narcisistas vulneráveis têm alto grau de neuroticismo e baixo índice de extroversão (são, por isso, introvertidos), os narcisistas grandiosos têm baixo nível de neuroticismo e alto índice de extroversão. O narcisismo vulnerável está mais associado ao transtorno de personalidade borderline, enquanto que o narcisismo grandioso está mais commumente associado ao transtorno de personalidade narcisista . Ambos apresentam traços do transtorno de personalidade histriónica, com o tipo vulnerável compartilhando os traços neuróticos, e o tipo grandioso se alinhando com as características extrovertidas. O tipo de intolerância para com as críticas também é diferente. Enquanto o tipo vulnerável normalmente fica ofendido com críticas, o narcisista grandioso provavelmente rejeitá-las-á e vê-las-á como imprecisas.

## Causas
Embora se acredite que o narcisismo grandioso seja causado pelos pais do sujeito o elogiarem ou admiram durante a infância, e fazer com que se sinta superior aos outros, acredita-se que o narcisismo vulnerável seja desenvolvido por razões opostas. Abuso verbal ou físico e negligência durante a infância são vistos como os principais motivos para alguém desenvolver narcisismo vulnerável.